# Palácio de Mirabell

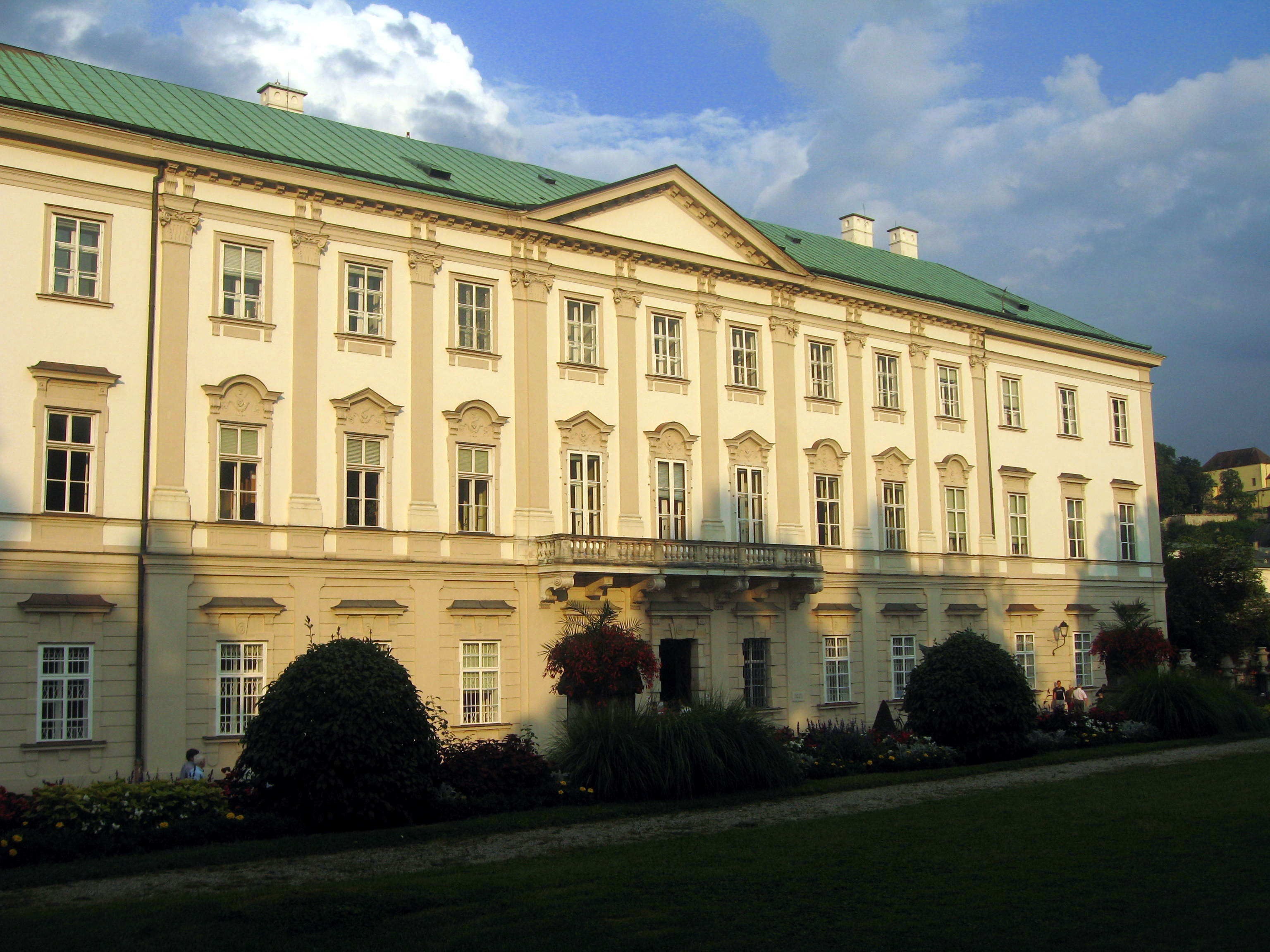
Palácio Mirabell em Salzburgo, Áustria

O Palácio de Mirabell é um edifício histórico da cidade de Salzburgo, Áustria. O palácio com seus jardins é um monumento tombado do patrimônio cultural e parte do Centro Histórico da Cidade de Salzburgo. Patrimônio Mundial da UNESCO.

## História
O palácio foi construído por volta de 1606 na margem do rio Salzach ao norte dos muros da cidade medieval, a mando do príncipe-arcebispo Wolf Dietrich Raitenau. O arcebispo sofreu de gota e teve um derrame no ano anterior; para fugir das ruas estreitas da cidade, ele decidiu erguer um palácio de prazer para ele e sua amante Salomé Alt. Supostamente construído dentro de seis meses, de acordo com modelos italianos e franceses, inicialmente foi chamado de Castelo de Altenau.

## O jardim do palácio
O jardim do Palácio de Mirabell, na Áustria, é reconhecido como Patrimônio Cultural Mundial pela Organização das Nações Unidas para a Educação, a Ciência e a Cultura (Unesco). Criado no século XVII, destaca-se pelos caminhos geometricamente planejados, adornados por flores que compõem paisagens de rara beleza. Além de seus desenhos florais, o espaço integra pequenos lagos, chafarizes ornamentais e imponentes esculturas, criando um cenário de grande valor histórico e estético. Extremamente popular, é um dos locais mais visitados de Salzburg e ganhou ainda mais notoriedade por ter servido de cenário para o clássico filme A Noviça Rebelde de1965 (the Sound of Music).